# Gynacantha phaeomeria
Gynacantha phaeomeria – gatunek ważki z rodziny żagnicowatych (Aeshnidae).